# Marcel Pourchier

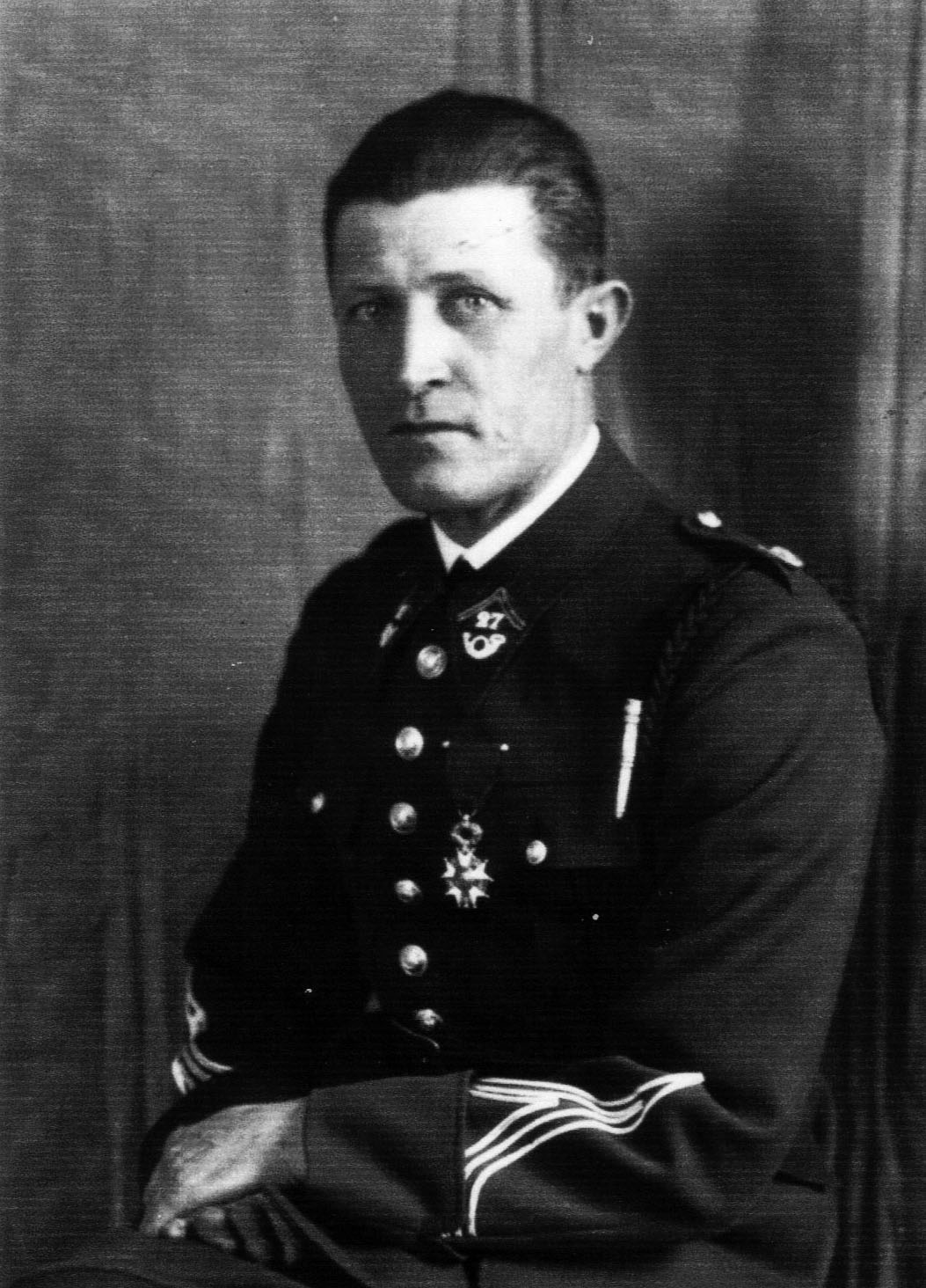
Marcel Pourchier år 1935.

Marcel Pourchier, född den 1 juni 1897 i Beuil, död den 1 september 1944 Natzweiler-Struthof, var en fransk utövare av nordisk kombination som tävlade under 1920-talet. Han ingick i laget som kom på sista plats i uppvisningsgrenen Militärpatrull i Sankt Moritz. Han deltog i andra världskriget och tillfångatogs av tyskarna och fördes till koncentrationslägret Natzweiler-Struthof där han dog.